# Витуоне
Витуо̀не (на италиански: Vittuone, на западноломбардски: Vitüòn, Витюон) е град и община в Северна Италия, провинция Милано, регион Ломбардия. Разположен е на 146 m надморска височина. Населението на общината е 9082 души (към 2010 г.).